# 田頭 (雲林縣)
田頭，是台灣雲林縣斗南鎮的一個傳統地域名稱，位於該鎮東北部。相較於今日行政區，其範圍大致與田頭里相近。

## 歷史
台灣清治末期至日治初期，田頭地區為一街庄，稱為「田頭庄」，隸屬於他里霧堡。該庄西邊北段及北邊西段與惠來厝庄為鄰，北邊東段及東邊與大北勢庄為鄰，東南邊一小段與九老爺庄為界，南邊為新庄，西邊南段為小東庄。
1901年（日治明治三十四年）11月，全台廢縣廳改設二十廳，該庄隸屬於斗六廳。1903年（明治三十六年）6月，該庄編入「他里霧區」，隸屬於斗六廳。1909年（明治四十二年）10月，合併二十廳為十二廳，他里霧區改隸屬於嘉義廳。1920年（大正九年），全台地方制度大改正，廢十二廳改設五州二廳，該庄改制為「田頭」大字，隸屬於臺南州斗六郡斗南庄。1940年，斗南庄升格為斗南街。
戰後斗南街改制為斗南鎮，隸屬於臺南縣，大字亦改制為里。1950年10月，雲、嘉、南分治，斗南鎮改隸屬雲林縣。

## 聚落
本地區發展較早的聚落有苦苓腳（苓德）、田頭、後庄等，在日治期初期的官方地圖上已有記載。此外，本地區尚有義和、溪埔寮、埤寮等聚落。

## 交通
台鐵縱貫線是台灣西部南北鐵路幹線，大致以東北微東—西南微西走向轉東北—西南走向經過田頭地區東南部及南部邊界外不遠處。東北側最近的車站是斗六車站，屬一等站，除部分普悠瑪號、自強號外，其餘列車皆停靠；西南側最近的是斗南車站，屬二等站，停靠部分自強號及全部的莒光號及區間車。由此等可前往台鐵沿線各站。
國道1號又稱「中山高速公路」，是貫穿台灣西部的兩條縱向高速公路之一，大致以北北西—南南東走向繞大彎轉東北微北—西南微南走向經過本地區西部邊界外不遠處。西北側最近的交流道是縣道145乙線交會處的虎尾交流道，西南側最近的是縣道158號交會處的斗南交流道。由此等可快速前往國道1號沿線各地。
省道台1線（延平北路）又稱「縱貫公路」，是台北至屏東楓港的傳統平面幹道，大致以北北東—南南西走向轉北微西—南微東走向再轉東北微北—西南微南走向經過本地區西部。由該道路前北北東可前往虎尾東北部、莿桐西南部、西螺、溪州等地，向西南微南轉南微東經縣道158號（可通往國道1號斗南交流道）終點路口後可前往斗南市區、大埤東界、大林、溪口東部等地。
省道台1丁線（雲林路三段）是莿桐經斗六至斗南的幹道，大致以東北微東—西南微西走向經過本地區東南部邊界外不遠處，並位於鐵路南側。由該道路向東北微北可前往九老爺北端、保長廍西南部、保長廍與大潭交界地帶、斗六市區、斗六與海豐崙交界地帶、保長廍東北部、竹圍子西南端、大埔尾、樹子腳西南端、莿桐市區南側並止於省道台1線路口；向西南微西可前往新庄並止於其西部邊界地帶的省道台1線另一路口（斗南市區北郊）。
縣道158號（大業路）是海口至石榴班（實際終點在北勢仔）的道路，其東側端點（終點）位於本地區西南部邊界外不遠處的省道台1線路口（北勢仔聚落西側）。由此向西南西轉西北西可前往國道1號斗南交流道、虎尾、土庫中部、褒忠、東勢、台西等地。
鄉道雲78線（雲科路四段、苓德路、嘉祿路）是苓德（苦苓腳）至虎溪（虎尾溪）的道路，其西側端點（起點）位於本地區西部中央地帶的省道台1線路口。由此向東北東行，至苓德路路口轉北北西，其後順路轉東北再轉東北東蜿蜒而行，經雲科路四段路口後續行以至出境，可前往大北勢北部、保長廍地區北部虎尾溪聚落東北側並止於省道台1丁線路口。
鄉道雲80線（長平路、保長路）是田頭至斗六的道路，其西側端點（起點）位於本地區西部略偏南的省道台1線路口。由此向東北微東行，至田頭聚落轉南南東蜿蜒而行，經鄉道雲82-1線終點路口轉東北東，出聚落後續直行，出境後可前往大北勢、保長廍南部並止於其東南部邊界的省道台1丁線路口。
鄉道雲82-1線是北勢至田頭的道路，其東北側端點（終點）位於田頭聚落中央的鄉道雲80線路口。由此向南南東轉西南出聚落後蜿蜒而行，出境後可前往新庄地區西北部北勢仔聚落南側東端並止於鄉道雲82線路口。